# عين الكروم
عين الكروم ناحية سورية تتبع إلى منطقة السقيلبية التابعة لمحافظة حماة.  تتبع لها العديد من القرى في المنطقة وتتميز بطبيعتها الجميلة وهي تطل على سهل الغاب وفي السفوح الشرقية لسلسلة جبال اللاذقية، وتشتهر عين الكروم بينابيعها العذبة وهوائها العليل وأشجار السنديان والبلوط الدائمة الخضـرة.

## السكان
يقدر عدد السكان ب 14,000 نسمة. وهم مسلمون علويون.

## الاقتصاد
يعتمد الاقتصاد في المنطقة على الزراعة بشكل رئيسي حيث خصوبة الأرض والكثير من الزراعات التي تنتشر وكذلك يعمل السكان في التجارة والصناعة.